# Oracle Rdb
Oracle Rdb（オラクル アールデービー）はオラクルの関係データベース管理システム (RDBMS)。旧名称は DEC Rdb。
ディジタル・イクイップメント・コーポレーション (DEC) のVAX/VMSプラットフォームで動作する同RDBMSは、現在オラクルに売却され、オラクルがメンテナンスおよびサポートを行っている。Oracle Databaseとの互換性はないが、相互運用のためのサポートも含めオラクルが対応を行っている。両RDBMSのソフトウェア的な統合の予定は今のところ無い。